# John S. Bowen
John Stevens Bowen  (30 oktober 1830 – 13 juli 1863) was een Amerikaanse beroepsmilitair. Tijdens de Amerikaanse Burgeroorlog nam hij dienst in het Confederate States Army en klom op tot de rang van generaal-majoor. Hij diende aan het westelijke front en vocht mee in de Slag bij Shiloh, de Tweede Slag bij Corinth en de Vicksburgveldtocht. Hij stierf kort na de overgave van Vicksburg in juli 1863 aan de gevolgen van dysenterie.

## Vroege jaren
John S. Bowen werd geboren op 30 oktober 1830 in Bowen’s Creek, Georgia. Hij volgde les aan de University of Georgia in Athens. Hij was er lid van de Phi Kappa Literary Society. Hij vertrok voor hij zijn studies afrondde. In 1848 werd hij toegelaten tot de United States Military Academy in West Point maar werd in maart 1851 voor één jaar geschorst. Hij studeerde in 1853 af als 13de in een klas van 52 kadetten. Onder zijn klasgenoten bevonden zich Henry B. Davidson, John Bell Hood en John R. Chambliss.
Hij werd benoemd tot gebrevetteerde tweede luitenant en ingedeeld bij de U.S. Regiment of Mounted Rifles. Tot in 1855 diende hij in de cavalerieschool in Carlisle, Pennsylvania. Daarna werd hij naar de Jefferson Barracks in Saint Louis, Missouri gestuurd. Daar ontmoette en huwde hij met Mary Kennerly. Hij werd aangesteld als waarnemend adjudant van het  2nd Cavalry Regiment. Kort  daarop werd hij gedetacheerd naar Fort McIntosh in Texas.
Hij diende zijn ontslag in hij het United States Army en vestigde zich in zijn thuisstaat waar hij architect werd. Hij ontwierp en bouwde zijn eigen huis in Michigan Avenue in St. Louis. Tijdens de constructie leerde hij Ulysses S. Grant kennen die er brandhout leverde.  Bowen werd benoemd tot luitenant-kolonel in de Georgia militia maar verhuisde in 1857 naar Missouri. Hij nam dienst in de Missouri Volunteer Militia (de voorganger van de Missouri State Guard). In 1861 werd hij benoemd tot luitenant-kolonel van het Southwest Battalion. Zijn eenheid patrouilleerde langs de westelijke grens om bandieten en raids van Jayhawkers tegen te houden.

## Amerikaanse Burgeroorlog

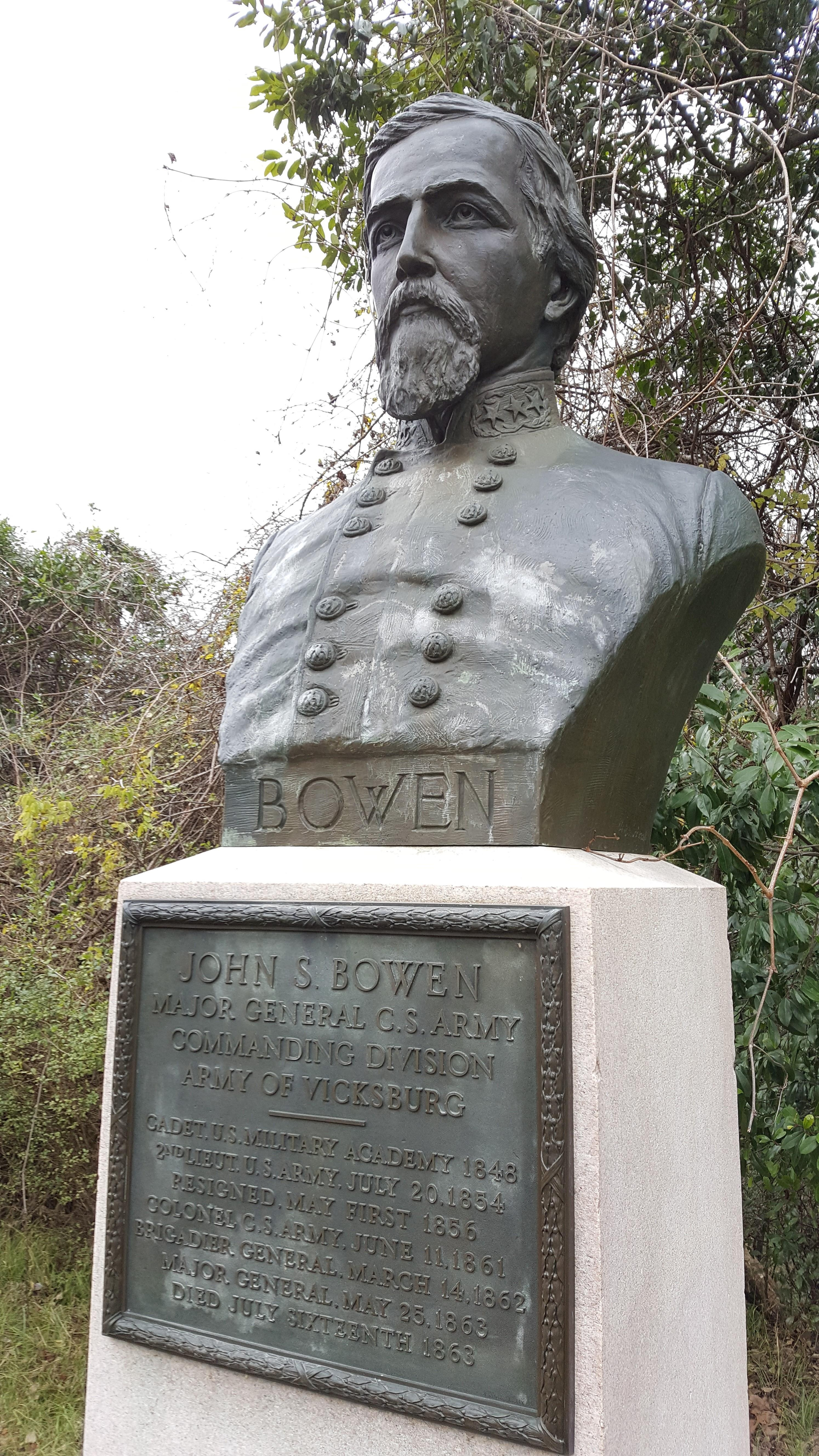
Buste van John S. Bowen door Anton Schaaf in het Vicksburg National Military Park (1916)

Begin mei 1861 werd Bowen naar St. Louis geroepen waar hij het bevel kreeg over het 2nd Regiment Missouri Volunteer Militia die voornamelijk bestond uit Minutemen, een para-militarie organisatie die voor de Secessie was. Kort daarop werd hij stafchef van brigadegeneraal  Daniel M. Frost. Op 10 mei 1861 werd hij gevangen genomen door de Noordelijke brigadegeneaal Nathaniel Lyon bij Camp Jackson. Terwijl Bowen wachtte tot hij officeel vrijkwam na een gevangenenruil werd hij op 11 juni 1861 benoemd tot kolonel in het Confederate States Army. Hij reisde naar Memphis, Tennessee waar hij de 1st Missouri Infantry Regiment oprichtte. Bowen werd op 1 november officieel geruild voor een andere officier. Kort daarop kreeg hij het commando over een brigade in Columbus, Kentucky waar hij diende onder generaal-majoor Leonidas Polk.
Op 14 maart 1862 werd Bowen bevorderd tot brigadegeneraal. Zijn brigade werd ingedeeld bij het reservekorps, onder leiding van generaal-majoor John C. Breckinridge, in het Army of Mississippi. Tijdens de Slag bij Shiloh in april 1862 raakte Bowen zwaargewond door een artilleriegranaat terwijl hij zijn troepen aanvoerde. Na zijn herstel kreeg hij een brigade in Mansfield Lovells divisie in het Army of West Tennessee. Met zijn brigade nam hij deel aan de Tweede Slag bij Corinth waar hij op de eerste dag verschillende Noordelijke stellingen onder de voet liep. Lovell weigerde om Bowen toestemming te geven om verder door te stoten. Op de tweede dag van de slag rukte Bowen opnieuw op, maar kon niet meer door de versterkte Noordelijke slaglinie breken.
Tijdens de Zuidelijke terugtocht na de slag bij Corinth vormde zijn brigade de achterhoede waarbij hij het Noordelijke leger een dag kon ophouden aan de Tuscumbia. Toen het leger in Ripley aankwam, legde Bowen klacht neer tegen Earl Van Dorn, de bevelhebber van het leger. Bowen verweet  Van Dorn dat er geen voorafgaande verkenning werd uitgevoerd van de vijandelijke stellingen. Dat hij de aanval op een onverantwoorde en chaotische manier leidde en dat hij geen oog had voor de gewonden op het slagveld. De krijgsraad verwierp alle aanklachten en liet Van Dorn vrij uit gaan.
In december werd Van Dorn ontgeven van zijn commando en vervangen door luitenant-generaal John C. Pemberton die ook het garnizoen van Vicksburg onder zijn verantwoordelijkheden had. Bowen werd naar Grand Gulf gestuurd om er een versterking te bouwen met zijn brigade. Hij liet verschillende geschutstellingen bouwen om de rivier te verdedigen. Uit verschillende rapporten bleek dat de Noordelijken bij Grand Gulf aan land zouden gaan om Vicksburg te veroveren. Bowen verzocht verschillende keren om versterkingen maar dit werd geweigerd. Tijdens de Noordelijke poging om aan land te gaan bij Grand Gulf en de daaropvolgende Slag bij Port Gibson slaagde Bowen erin om de  Noordelijken onder generaal-majoor Ulysses S. Grant een dag te vertragen. Voor zijn moed tijdens de twee tegenaanvallen onder zijn bevel werd Bowen op 25 mei 1863 bevorderd tot generaal-majoor. Dit zou echter nooit bevestigd worden door het Zuidelijke congres. Ondanks herhaalde vragen om versterkingen aan Pemberton en generaal Joseph E. Johnston kreeg Bowen geen extra manschappen. Grants numeriek overwicht duwde Bowens brigade aan de kant en de Noordelijken zetten hun opmars verder. 
Bowens brigade kon Grand Gulf verlaten. Het sloot zich aan bij Pembertons garnizoen. Bowen kreeg het commando over een divisie. Tijdens de Slag bij Champion Hill op 16 mei voerde Bowens divisie een tegenaanval uit waarbij het Noordelijke leger in twee werd gesplitst. Opnieuw kreeg Bowen geen versterkingen om door te duwen waarop hij zich diende terug te trekken. Na de slag trok Pemberton zich terug binnen de defensieve stellingen van Vicksburg. Bowen kreeg het bevel over de achterhoede maar werd op 17 mei verslagen door de Noordelijken tijdens de Slag bij Big Black River Bridge. Tijdens de Vicksburgveldtocht was zijn echtgenote Mary Kennerly Bowen altijd te vinden aan de zijde van haar man. Ze had haar twee jonge kinderen, Menard Kennerly (7 jaar) en Anna (2 jaar), achtergelaten bij haar moeder
Bowen nam deel aan de verdediging van Vicksburg en kon verschillende Noordelijke aanvallen afslaan. Tijdens de belegering kreeg Bowen dysenterie. Samen met Pemberton, die beiden Grant van voor de oorlog kenden, probeerde Bowen een staakt-het-vuren te onderhandelen. Uiteindelijk werd de overgave van de stad aanvaard en werd de strijd op 4 juli 1863 gestaakt. Na zijn vrijlating overleed John S. Bowen aan de gevolgen van dysenterie op 13 juli 1863.
Hij werd begraven bij Edwards, Mississippi. Later  werd zijn stoffelijk overschot overgebracht naar de Confederate States Army Cemetery in Vicksburg. Hij werd door vriend en vijand geprezen voor zijn inzet en leiderschapskwalititeiten.